# Neuseeländische Cricket-Nationalmannschaft in Pakistan in der Saison 1955/56
Die Tour der neuseeländischen Cricket-Nationalmannschaft nach Pakistan in der Saison 1955/56 fand vom 13. Oktober bis zum 12. November 1955 statt. Die internationale Cricket-Tour war Bestandteil der Internationalen Cricket-Saison 1955/56 und umfasste drei Tests. Pakistan gewann die Serie 2–0.

## Vorgeschichte
Für alle Mannschaften war es die erste Tour der Saison.
Es war das erste Aufeinandertreffen der beiden Mannschaften bei einer Tour.

## Stadien
Die folgenden Stadien wurden für die Tour als Austragungsort vorgesehen.
| Stadion                      | Stadt   | Kapazität | Spiele  |
| ---------------------------- | ------- | --------- | ------- |
| Bangabandhu National Stadium | Dhaka   | 36.000    | 2. Test |
| National Stadium             | Karachi | 34.228    | 3. Test |
| Lahore Stadium               | Lahore  | 60.000    | 1. Test |

## Kaderlisten
Die Mannschaften benannten die folgenden Kader.
| Test | Test |
| Pakistan | Neuseeland |
| --- | --- |
| - Abdul Kardar (K) - Agha Saadat Ali - Alimuddin - Fazal Mahmood - Hanif Mohammad - Imtiaz Ahmed (wk) - Khan Mohammad - Mahmood Hussain - Maqsood Ahmed - Shujauddin - Wallis Mathias - Waqar Hasan - Wazir Mohammad - Zulfiqar Ahmed | - Harry Cave (K) - Jack Alabaster - John Guy - Noel Harford - Zin Harris - Johnny Hayes - Gordon Leggat - Tony MacGibbon - Noel McGregor - Trevor McMahon (wk) - Alex Moir - Eric Petrie (wk) - Matt Poore - John Reid - Bert Sutcliffe |

## Tests

### Erster Test in Karachi
| 13. – 17. Oktober Scorecard | Karachi | Neuseeland 164 (133.2) & 124 (108.3)         | – | Pakistan 289 (130.1) |
|                             |         | Pakistan gewinnt mit einem Innings und 1 Run |   |                      |

Neuseeland gewann den Münzwurf und entschied sich als Schlagmannschaft zu beginnen.

### Zweiter Test in Lahore
| 26. – 31. Oktober Scorecard | Lahore | Neuseeland 348 (160.5) & 328 (158.2) | – | Pakistan 561 (185.3) & 117-6 (26.5) |
|                             |        | Pakistan gewinnt mit 4 Wickets       |   |                                     |

Neuseeland gewann den Münzwurf und entschied sich als Schlagmannschaft zu beginnen.

### Dritter Test in Dhaka
| 7. – 12. November Scorecard | Dhaka | Neuseeland 70 (39.2) & 69-6 (90) | – | Pakistan 195-6d (76) |
|                             |       | Remis                            |   |                      |

Neuseeland gewann den Münzwurf und entschied sich als Schlagmannschaft zu beginnen.